# Väsby IK
Väsby IK ist ein schwedischer Sportverein aus Upplands Väsby. Der Verein ist vor allem für seine Fußball- und Eishockeymannschaften bekannt, die mittlerweile in selbständigen Vereinen aufgegangen sind.

## Geschichte
Väsby IK wurde 1924 als Fußball- und Leichtathletikverein gegründet. Bald darauf entstanden beim Klub auch Abteilungen für Boxen, Radfahren, Orientierungslauf und ein Skisektion.

## Fußball
Die Fußballmannschaft des Klubs spielte zunächst unterklassig. 1964 gelang der Mannschaft der Aufstieg in die drittklassige Division 3 Östra Svealand. Hier etablierte sich die Mannschaft im Mittelfeld der Liga und schwankte zwischen vorderen und hinteren Plätzen, ohne ins Aufstiegsrennen eingreifen zu können, aber auch selten in den Abstiegskampf eingezogen zu werden. Nach zehn Spielzeiten konnte die Mannschaft nicht mehr die Klasse halten und musste zusammen mit Gustavsbergs IF und Upsala IF in die Viertklassigkeit absteigen.
Zwar konnte sich die Mannschaft von Väsby IK direkt im Kampf um den Wiederaufstieg einreihen, konnte aber erst nach drei Jahren als Staffelsieger der Division 4 Stockholm-Uppland am Ende der Spielzeit 1976 die Rückkehr in die dritte Liga bewerkstelligen. Nach dem sofortigen Wiederabstieg dauerte es bis 1983, ehe erneut der Aufstieg gelang. Dieses Mal gelang der Klassenerhalt und der Klub überstand 1986 eine Ligareform in der dritten Liga. In der folgenden Spielzeit wurde die Mannschaft Staffelsieger und stieg erstmals in die zweite Liga auf.
In der zweiten Liga fand sich Väsby IK direkt im Abstiegskampf wieder, konnte aber vor Skellefteå AIK und IFK Mora den Klassenerhalt schaffen. In den folgenden Jahren etablierte sich die Mannschaft im hinteren Bereich der Liga. 1992 belegte die Mannschaft in der Frühjahrsserie nur den letzten Platz und verpasste im Herbst den Klassenerhalt. In der Drittligaspielzeit 1993 wurde die Mannschaft Staffelzweiter hinter Visby IF Gute, scheiterte jedoch in der Aufstiegsrunde an Stenungsunds IF. Im folgenden Jahr gelang mit nur einer Saisonniederlage als Staffelsieger vor Nacka FF der Wiederaufstieg.
Väsby IK belegte am Ende der Zweitliga-Spielzeit 1995 einen Abstiegsplatz. Nach Mittelfeldplätzen in den beiden folgenden Jahren, gelang 1998 die Vizemeisterschaft hinter IF Brommapojkarna, in der Aufstiegsrunde scheiterte der Klub jedoch an Gefle IF. In der folgenden Spielzeit blieb die Mannschaft ohne Saisonniederlage und qualifizierte sich erneut für die Aufstiegsrunde. Nach zwei Niederlagen gegen den FC Café Opera belegte die Mannschaft dort jedoch nur den zweiten Rang und verpasste erneut den Wiederaufstieg. In den folgenden Jahren schaffte der Klub mehrfach den Einzug in die Aufstiegsrunde, scheiterte jedoch an Bodens BK, Friska Viljor FC und Ljungskile SK.
Nach Ende der Spielzeit 2004 fusionierte Väsby IK mit dem FC Café Opera zu Väsby United.

### Trainer
- Rikard Norling (2002–2003)

## Eishockey
1956 entstand bei Väsby IK eine Eishockeyabteilung. 1965 stieg die Mannschaft erstmals in die zweite Liga auf, in der sie sich in der Folge etablierte. Im Frühjahr 1987 gelang der Mannschaft erstmals der Aufstieg in die Elitserien, aus der sie nach einer Spielzeit wieder abstieg. Die Abteilung machte sich unter dem Namen Väsby IK Hockey selbständig vom Klub.